# 和井內貞行
和井内貞行（日语：和井内 貞行，1858年3月29日—1922年5月16日）乃是日本水產養殖專家，秋田縣十和田湖的開發先行者之一。後人在該縣小坂町十和田湖大川岱建立了和井内神社（原名勝漁神社）供奉和井內和其妻，以感念他對開發此湖的卓越貢獻。

## 生平略歷
安政5年2月15日（1858年3月29日）和井內治郎右衛門貞明的長子貞行出生於陸奥國鹿角郡毛馬内村（今秋田縣鹿角市），幼名為吉彌。慶應2年（1866年）貞行時年9歲，拜入南部藩學者泉澤恭助門下讀書學習。明治7年（1874年）貞行擔任毛馬内學校教員的助手；4年後貞行娶鎌田倉吉氏17歲之長女勝子（日语：カツ子）為妻，時年21歲。明治14年（1881年）貞行成為工務省小坂礦山的公務員，負責監督十輪田礦山事務所的礦工；翌年長男貞時出生。
明治17年（1884年）貞行升任十和田湖湖畔的銀山精煉所（今秋田縣小坂町字十和田銀山）的倉庫管理員，是年27歲的他決心投入水產養殖業，取得鹿角郡郡長小田島由義、十輪田礦山長飯岡政德等人的同意後，首度在十和田湖流放600尾鯉魚幼苗；翌年（1885年）因大川岱十和田小學校創校紀念日之故，鹿角郡郡長小田島加贈1,400尾鯉魚幼苗給貞行流放。直到明治22年（1889年）秋天，有人在靠近宇樽部的湖畔目睹大鯉魚自湖面躍出，更加強了貞行的決心。明治23年（1890年）貞行透過銀山精煉所的關係向青森縣和秋田縣申請十和田湖的使用權，隔年獲得青森縣的批准。自明治26年（1893年）起青森、秋田二縣批准貞行、十輪田礦山的鈴木通貫、宇樽部的三浦泉八等三人可聯名使用8年的養殖漁業權。不過由於十輪田礦山的礦源逐漸枯竭，貞行被調往小坂礦山。
明治30年（1897年）7月為了專心發展水產養殖，貞行辭去小坂礦山的工作。他在神戶舉行的第2屆水產博覽會上展出二尾大鯉魚，獲得許多迴響；同時為了學習先進養殖方法及罐頭製造技術，他前往東京、關西等地取經學習，他的長子貞時、次子貞實也分別前往日光養魚場、青森縣立水產試驗場等地學習深造。不過，貞行的水產養殖之路並非一路順遂。明治33年（1900年）和井內父子向青森縣立水產試驗場購入5千顆櫻鱒魚卵，復向日光養魚場購入3萬5千尾琵琶鱒魚苗，復育結果卻宣告失敗，欠下大筆債務。明治35年（1901年）失意的貞行拜訪青森市的東北地方漁會，得知了卡巴切寶魚自阿寒湖移植至支笏湖成功的消息。他感到大為振奮，特地向信州商人中島庸三請教北海道支笏湖的養殖方法。
青森縣立水產試驗場購入20萬顆卡巴切寶魚魚卵，其中包括貞行要求代購的5萬顆。為了籌措資金，其妻勝子變賣自己的髮櫛、懷錶等物品。明治36年（1903年）5月貞行將其中孵化成功的3萬尾魚苗流放入十和田湖，並命名為「和井內鱒」。隨後三年裡，和井內家的經濟陷入困頓。儘管如此，明治38年（1905年）東北地方發生農作物大歉收，和井內家仍盡力救濟災民；甚至大正2年發生飢災，也開放讓災民自由捕捉卡巴切寶魚。歷經21年投入水產養殖的歲月，貞行終於在明治39年（1906年）獲得成功。
明治40年（1907年）貞行獲得頒贈綠綬褒章，但是其妻勝子也因病去世，享年46歳，隨後入祀勝漁神社（後更名為和井内神社）。明治43年（1910年）貞行娶淺沼染為續絃，他的水產養殖事業也由三個兒子發揚光大，跨足食品、觀光旅館等行業。大正11年（1922年）3月中旬貞行自北海道增毛郡訪問歸來，4月初染上感冒，5月16日不幸病逝於毛馬内柏崎的自宅內，同日獲得追贈正七位。同年5月26日，其靈位被迎入勝漁神社，與其妻合祀。昭和8年（1933年）勝漁神社改名成和井內神社，主祀事代主命、和井內貞行、和井內勝子等。

## 內部連結
- 十和田湖

## 外部連結
- （日語）十和田湖と和井内貞行（页面存档备份，存于）